# داف (فیلم)
داف (انگلیسی: The Duff) فیلمی کمدی به کارگردانی اری سندل است که در سال ۲۰۱۵ منتشر شد.

## بازیگران
- می ویتمن
- رابی امل
- بلا تورن
- بیانکا سانتوس
- الیسون جنی
- کن جیونگ
- اسکایلر ساموئلز